# Stallergenes Greer
Stallergenes Greer est un laboratoire pharmaceutique de droit Suisse créé en 2015 et spécialisé dans le traitement des maladies allergiques respiratoires par immunothérapie allergénique.
Stallergenes Greer est la société mère de Greer Laboratories, immatriculée aux États-Unis, et de Stallergenes, immatriculée en France.
Stallergenes Greer International AG possède plus de 21 filiales à l'international, notamment en Europe. Son siège social se situe à Baar, en Suisse.
Le laboratoire employait 1129 salariés en 2023, dont environ 550 en France où se trouvent un de ses centres de recherche et deux centres de production (à Antony et Amilly).

## Histoire
Stallergenes est créé en 1962 à Lyon par l'institut Mérieux, et a pour but de se consacrer au domaine peu exploré à l'époque des allergies respiratoires. En 1974, le laboratoire déménage à Fresnes et s'implante au Benelux et en Afrique du Nord. Il est racheté par l'entreprise Wendel en 1993.
En 1985, le laboratoire réalise la première normalisation des allergènes biologiques en unités de dose IR (indice de réactivité),,.
Dans les années 1990, Stallergenes est le premier laboratoire en Europe à lancer des gouttes à placer sous la langue, afin de remplacer l'injection de doses sous-cutanées. Durant la même période, il s'implante dans plusieurs pays, notamment européens : Espagne, Grèce, Portugal et Turquie (1992), Italie (1997), et acquiert l'entreprise allemande Allmed Pharma en 1994 ainsi que les activités d'immunothérapie de l'entreprise belge Bencard en 1995.
En 1997, l'entreprise s'implante à « Antonypôle » (Antony), où elle installe un centre de recherche et de production. Stallergenes fait son entrée sur le Second Marché de la Bourse de Paris en 1998,. En 2011, Ares Life Sciences devient le principal actionnaire, avec une prise de contrôle à 73,18 %,.
En 2012, Stallergenes lance en France et au Canada le comprimé d'immunothérapie aux allergènes de pollen de 5 graminées, Oralair, celui-ci ayant été enregistré en tant que spécialité pharmaceutique pour adultes et enfants dans 23 pays européens.
En 2014, Stallergenes est le premier laboratoire pharmaceutique français à obtenir de la Food and Drug Administration l'autorisation de commercialiser sur le marché américain son produit phare, le comprimé Oralair, luttant contre l'allergie aux pollens de graminées, ce médicament devant être distribué par l'entreprise américaine Greer, partenaire du laboratoire,.
En septembre 2015, le laboratoire fusionne avec Greer Laboratories pour donner naissance à Stallergenes Greer, leader mondial de l'immunothérapie allergénique.
Il lance ACTAIR au Japon avec Shionogi & Co., Ltd, le premier comprimé d’immunothérapie destiné au traitement de la rhinite allergique provoquée par les acariens chez les adolescents et les adultes.
En novembre 2015, les activités du laboratoire sont temporairement suspendues : des erreurs dans le nouveau système informatique ont entraîné des perturbations opérationnelles et donné lieu à certaines erreurs dans la livraison des produits. L'activité du laboratoire est stoppée, le temps de corriger ces problèmes informatiques.
Durant l’année 2016, Actair est lancé en Australie. En 2017 le laboratoire acquiert Medic Savoure, renforçant ainsi sa présence en Amérique du Nord.
Le 4 janvier 2018, le laboratoire reçoit une injonction de l’Agence nationale de sécurité du médicament et des produits de santé (ANSM), à la suite de l’inspection de l’une des zones de production de son site d’Antony en France. L'injonction visait les systèmes de gestion de la qualité et les processus du site,,.
Le 22 avril 2020, l’injonction est levée par l’ANSM (Agence nationale de sécurité du médicament et des produits de santé) et la situation régularisée.
Le laboratoire annonce en novembre de la même année le succès d’une étude clinique de phase III pour son comprimé oral contre la rhinite allergique due aux acariens. L’essai a atteint son critère d’efficacité ainsi que les principaux critères secondaires d’efficacité. 1600 patients ont participé à cette étude dans 13 pays au sein de 231 sites participants,.
Le 16 mai 2019, Stallergenes Greer devient un groupe de droit privé détenu à 100 % par le fonds d'investissement Waypoint Capital, holding de la famille Bertarelli, qui détenait jusqu'alors 83,9 % du capital .
Le laboratoire Stallergenes Greer est spécialisé dans les traitements d’immunothérapie allergénique. Il commercialise notamment des Allergènes Préparés Spécialement pour un seul Individu (APSI), c’est-à-dire des produits délivrés sur ordonnance et préparés sur mesure pour chaque patient.

## Stratégie
En 1988, Stallergenes se dote d'une ligne robotisée de production, lui permettant de préparer des médicaments adaptés à chaque individu. Ainsi, en 2005, la moitié des commandes étaient des commandes individuelles.
À la suite du retour d'Albert Saporta à sa tête en 1999 lors d'une période de difficultés (après qu'il a déjà dirigé l'entreprise de 1989 à 1994), Stallergenes se concentre sur le marché de la désensibilisation allergique, et investit grandement dans la recherche et l'innovation, y consacrant annuellement environ 20 % de son chiffre d'affaires.
En 2014, le laboratoire réalisait 40 % de son chiffre d'affaires via l'exportation, et l'ensemble de la production est réalisée dans ses locaux d'Antony, où plus de 150 allergènes sont produits à l'aide de « ressources insolites » : pollen de graminées, de cyprès, de bouleaux, venin d'abeille, poils de chat, etc. Les locaux de Stallergenes abritent également le plus gros élevage d'acariens au monde, principalement de Dermatophagoides pteronyssinus et Blomia tropicalis : le laboratoire en élève ainsi chaque année 90 milliards, soit 900 kg de matières premières servant à la production d'allergènes.
En 2021, Stallergenes Greer s’associe à Aptar Pharma dans le cadre de développement d’un dispositif d’administration connecté ainsi que sur une application mobile ayant pour objectif de permettre aux patients d’améliorer l’observance (le bon suivi d’un traitement) et l’adhérence au traitement afin d’optimiser les résultats sur leur santé.

## Dirigeants
Le président du conseil d’administration de Stallergenes Greer est Cyrus Jilla.
Dr Andreas Amrein est le directeur général du groupe depuis le 1er avril 2025.